# Желізко Іван Тарасович
Іван Тарасович Желізко (нар. 12 лютого 2001, Львів, Україна) — український футболіст, півзахисник польського клубу «Лехія». Бронзовий призер молодіжного чемпіонату Європи 2023 у складі збірної України U-21.

## Клубна кар'єра
Народився у Львові. Вихованець СДЮШОР «Карпати», у футболці яких з 2011 по 2018 рік виступав в юнацькому чемпіонаті Львівської області та ДЮФЛУ. У другій половині сезону 2017/18 років дебютував за юнацьку команду «зелено-білих», а вже наступного сезону — за молодіжну команду.
Наприкінці серпня 2019 року переїхав за кордон, де став гравцем молодіжної команди «Карвіни». На початку серпня 2020 року переведений до другої команди клубу, а з січня 2021 року почав тренуватися з першою командою. У футболці першої команди «Карвіни» дебютував 25 вересня 2019 року в програному (0:2) домашньому поєдинку 3-го раунду кубку Чехії проти «Вікторії Жижков». Іван вийшов на поле в стартовому складі та відіграв увесь матч. У Першій лізі Чехії дебютував 14 грудня 2019 року в програному (0:3) виїзному поєдинку 20-го туру проти лібрецького «Слована». Іван вийшов на поле на 82-ій хвилині, замінивши Онджея Лінгра, а на 84-ій хвилині отримав жовту картку. У сезоні 2019/20 років виходив на поле в 3-ох матчах чемпіонату Чехії. У першій половині сезону 2020/21 років за першу команду майже не грав, виходив на поле в 1-му матчі кубка Чехії.
На початку лютого 2021 року відправився в 1-річну оренду до «Валміери». У Вищій лізі Латвії дебютував 14 березня 2021 року в переможному (3:2) виїзному поєдинку 1-го туру проти столичної РФШ. Іван вийшов на поле в стартовому складі та відіграв увесь матч. Першим голом за «Валміеру» відзначився 13 червня 2021 року на 82-й хвилині переможного (2:1) виїзного поєдинку Вищої ліги проти «Даугавпілса». Желізко вийшов на поле в стартовому складі та відіграв увесь матч.

## Кар'єра в збірній
Виступав за юнацькі збірні України різних вікових категорій (U-17, U-18 та U-19).
У футболці молодіжної збірної України дебютував 8 жовтня 2021 року в програному (0:5) виїзному поєдинку кваліфікації молодіжного чемпіонату світу проти Франції. Іван вийшов на поле на 46-ій хвилині, замінивши Дмитра Криськіва.

## Досягнення
«Валміера»
- Латвійська футбольна Вища ліга
  -  Чемпіон: 2022
  -  Срібний призер: 2021

Молодіжна збірна України
- Молодіжний чемпіонат Європи:
  -  Бронзовий призер: 2023